# Wilibald Gurlitt
Wilibald Ludwig Ferdinand Gurlitt (Dresda, 1º marzo 1889 – Friburgo in Brisgovia, 15 dicembre 1963) è stato un musicologo tedesco.
Figlio di Cornelius Gurlitt, pubblicò studi su Michael Praetorius (1915) e Johann Sebastian Bach (1936); fu inoltre curatore della dodicesima edizione del Musiklexikon di Hugo Riemann.